# American Conquest: Północ-Południe
American Conquest: Północ-Południe (ang. American Conquest: Divided Nation) – drugi dodatek po American Conquest: Odwet do gry American Conquest. Gra została na świecie wydana przez cdv Software Entertainment AG 8 lutego 2006 roku a w Polsce 17 lutego 2006 roku.

## Rozgrywka
American Conquest: Północ-Południe jest drugim dodatkiem do gry American Conquest, za którego stworzenie odpowiada ukraińskie studio GSC Game World. W tym dodatku gracz przenosi się na tereny obecnych Stanów Zjednoczonych i bierze udział w amerykańskiej Wojnie Secesyjnej. Gra zawiera ponad 100 nowych jednostek oraz 20 nowych budynków.
W grze dostępne są dwa tryby rozgrywki – tryb gry jednoosobowej oraz tryb gry wieloosobowej w, którym może wziąć udział do ośmiu graczy. Tryb gry wieloosobowej rozgrywany jest przez LAN lub Internet.

## Odbiór gry
- GameRankings– 51,24% / 100%[2]
- Worth Playing – 7 / 10[3]
- GameZone – 6 / 10[4]
- IGN – 5,6 / 10[5]
- Thunderbolt – 6 / 10[6]
- Gameplanet – 2,5 / 5[7]
- PALGN – 4,5 / 10[8]
- AceGamez 6 / 10[9]
- Eurogamer – 5 / 10[10]